# Berlin Station
Berlin Station è una serie televisiva americana creata da Olen Steinhauer. La serie vede protagonisti Richard Armitage, Rhys Ifans, Leland Orser, Michelle Forbes e Richard Jenkins. Lo showrunner del lancio della serie è stato Bradford Winters.
Una prima stagione di dieci episodi è andata in onda per la prima volta su Epix il 16 ottobre 2016. Il 17 novembre 2016 Epix ha rinnovato Berlin Station per una seconda stagione, originariamente progettata con dieci episodi, andata in onda in anteprima il 15 ottobre 2017 e conclusa con una stagione di nove episodi il 3 dicembre 2017. Il 6 dicembre 2017, Epix ha rinnovato la serie per una terza stagione che inizierà la produzione nella primavera 2018 e viene trasmessa in anteprima tra la fine del 2018 e l'inizio del 2019.

## Trama
Daniel Miller è appena arrivato alla stazione straniera della CIA a Berlino, in Germania. Nella prima stagione, Miller ha una missione clandestina; scoprire la fonte di una fuga che ha fornito informazioni ad un noto informatore di nome Thomas Shaw. Guidato dal veterano Hector DeJean, Daniel impara a confrontarsi con il mondo ruvido dell'agente sul campo: inganni, pericoli e compromessi mortali. Nella seconda stagione, ambientata quattro mesi dopo il ferimento a colpi di pistola di Miller avvenuto alla fine della prima stagione, egli si riprende dalle sue ferite a sufficienza per ricevere un nuovo incarico clandestino: infiltrarsi in un partito politico tedesco di estrema destra che desiderava di pianificare un atto terroristico proprio prima di una imminente elezione.

## Episodi
| Stagione         | Episodi | Prima TV USA | Pubblicazione Italia |
| ---------------- | ------- | ------------ | -------------------- |
| Prima stagione   | 10      | 2016         | 2017                 |
| Seconda stagione | 9       | 2017         | 2018                 |
| Terza stagione   | 10      | 2018-2019    | inedita              |

## Cast

### Personaggi principali
- Richard Armitage nel ruolo di Daniel Miller, un ufficiale cerebrale della CIA che passa dal lavorare come analista al quartier generale di Langley negli Stati Uniti a servire come funzionario sotto copertura a Berlino con il compito di trovare una fuga nelle operazioni della CIA.
- Rhys Ifans interpreta l'ufficiale di caso Hector DeJean.[6]
- Leland Orser nel ruolo di Robert Kirsch, un vice capo devoto e di successo che guida l'intelligence della città di Berlino attraverso un mix di forza, diligenza ed intelligenza.
- Michelle Forbes nel ruolo di Valerie Edwards, la pragmatica responsabile di un settore interno della stazione di Berlino.
- Richard Jenkins nel ruolo di Steven Frost, un veterano della Guerra Fredda, capo della CIA della stazione di Berlino nella prima stagione ed è in pensione all'inizio della seconda stagione.[7]
- Tamlyn Tomita nel ruolo di Sandra Abe, una presenza silenziosa che guida l'efficiente operazione della stazione di Berlino mentre ha una relazione con il suo capo, Steven Frost (stagione 1).
- John Doman nel ruolo di Richard Hanes, il nuovo ambasciatore americano in Germania e un vecchio amico di Steven Frost (stagione 2).
- Keke Palmer nel ruolo di April Lewis, la nuova giovane agente del caso assegnato alla Berlin Station (stagione 2).[8]
- Ashley Judd nel ruolo di BB Yates, il nuovo capo della stazione di Berlino, soprannominata "The Station Whisperer" (stagione 2).[9]

### Personaggi ricorrenti
- Mina Tander nel ruolo di Ester Krug, un agente tedesco BfV.

#### Prima stagione
- April Grace nel ruolo di Jemma Moore, la superiore di Steven alla CIA.
- Caroline Goodall interpreta Kelly Frost, la moglie di Steven.
- Bernhard Schütz nel ruolo di Hans Richter, una spia del vecchio mondo che si è alzata, contro ogni previsione, ai massimi livelli del BfV.
- Sabin Tambrea nel ruolo di Julian De Vos, un informatore.
- Claudia Michelsen nel ruolo di Patricia Schwarz, cugina di Miller.
- Victoria Mayer nel ruolo di Ingrid Hollenbeck, una giornalista tedesca.
- Zahra Ahamadi nel ruolo di Clare Itani, un agente americana e fidanzata di DeJean.
- Daniele Ziegler nel ruolo di Golda Friedman, agente del Mossad.
- Sylvia Hoeks interpreta Claudia Gartner, il corriere tra "Thomas Shaw" e Hollenbeck.

#### Seconda stagione
- Thomas Kretschman interpreta Otto Ganz, un tedesco dell'estrema destra
- Emilia Schüle interpreta Lena Gants, la figlia di Otto
- Natalia Wörner interpreta Katerina Gerhardt, capo del partito dell'estrema destra Perspektive für Deutschland (PfD)
- Heino Ferch interpreta Joseph Emmerich, il 2° capo del PfD
- Scott William Winters interpreta Nick Fischer, un agente della CIA
- Brandon Spink interpreta Noah Kirsch, il figlio di Robert Kirsch

## Produzione
Epix annunciò una serie di dieci episodi il 21 maggio 2015. Michaël Roskam è stato il produttore esecutivo della serie e ha diretto i primi due episodi. Olen Steinhauer ha scritto ed è stato il produttore esecutivo della serie. La produzione è iniziata nel novembre 2015.
La lavorazione si è svolta a Potsdam presso lo Studio Babelsberg, co-produttore di Berlin Station. L'interno interno della stazione della CIA, che include un ingresso di sicurezza e l'ampio spazio interno per gli uffici senza finestre , è stato costruito su palchi negli studi di Babelsberg. Altre scene sono state girate in località di Potsdam e Berlino, in Germania.